# Dihala
Dihala ali respiratorni sistem je organski sistem, sestavljen iz specifičnih organov in struktur, ki pri živalih in rastlinah omogoča izmenjavo plinov. Anatomija in fiziologija se pri različnih organizmih znatno razlikujeta, odvisno od velikosti organizma, življenjskega okolja in njegove evolucijske zgodovine. Pri kopenskih živalih predstavlja bistveni del dihal notranji organski sitem s pljuči. Izmenjava plinov v pljučih sesalcev in plazilcev poteka v milijonih majhnih mešičkastih struktur, imenovanih pljučni mešički (alveoli), pri ptičih pa v sistemu zračnih kapilar. Mikroskopski pogled pljučnih mešičkov pokaže zelo bogato prekrvljenost in kri prihaja v bližnji stik z zrakom. Pljučni mešički so z zunanjim okoljem povezani s sestavom votlih cevastih struktur, imenovanih dihalne poti in med katerimi je največji sapnik (traheja), ki se v srednjem delu prsnega koša razcepi na dve glavni sapnici (bronhusa). Ti vstopata v pljuča, kjer se cepita na čedalje tanjše reženjske in segmentalne bronhuse, slednji pa se nato razcepijo na številne še ožje bronhiole. Pri ptičih so prisotni parabronhusi. Bronhioli pri sesalcih oziroma parabronhusi pri ptičih se  odpirajo v pljučne mešičke pri sesalcih in zračne kapilare pri ptičih. Zrak iz okolja se prečrpuje do pljučnih mešičkov oziroma zračnih kapilar s procesom dihanja, pri čemer sodelujejo dihalne mišice.
Pri večini rib in številnih drugih vodnih živalih (vretenčarjih in nevretenčarjih) glavni dihalni organ predstavljajo škrge, ki so delno ali povsem zunanji organ v stiku z vodnim okoljem. Voda se pretaka po škrgah s pomočjo različnih pasivnih in aktivnih mehanizmov. Izmenjava plinov poteka preko tankih, ploščatih struktur, imenovanih filamenti in lamele, ki prihajajo v stik z vodnim okoljem preko zelo velike površine bogato prekrvljenega tkiva. 
Pri drugih živalih, kot so žuželke, so dihala zelo enostavne anatomske strukture. Žuželke imajo tako sistem vzdušnic (trahej), ki ga sestavljajo drobne cevke, ki vodijo do posameznih celic (podobno kot pri sesalcih žile). Pri dvoživkah odigra ključno vlogo pri izmenjavi plinov koža. Tudi rastline imajo svoje dihalne sisteme (listne reže), vendar pri njih poteka obratna izmenjava plinov, v primerjavi z živalmi.

## Sesalci

### Anatomija
Za ljudi in druge sesalce je značilna anatomija dihalnega sistema respiratorni trakt, ki se razdeli na zgornjega in spodnjega. Zgornjega sestavljajo nos, obnosne votline, sinusi, žrelo in del grla nad glasilkami. Spodnji del vključuje spodnji del grla, sapnik, bronhije, bronhiole in alveole.
Razvejane dihalne poti spodnjega respiratornega trakta pogosto imenujemo dihalno oziroma traheobronhialno drevo. Pri odraslem človeku se to drevo "razveji" v okoli 23 formacij. Iz sapnika gre zrak v bronhe, od tam pa prek večji bronhijev v manjše bronhiole, alveolarne vrečke in alveole, kjer poteka izmenjava plinov. Najmanjše veje sapnic, bronhioli, v steni nimajo hrustanca ali žlez.
Primarna bronha, ki potekata direktno iz sapnika, sta desni in levi glavni bronh. Sapnik meri v premeru 1,8 cm, primarna bronha pa 1-1,4 cm. Glavna bronha vodita zrak v pljuča skozi hilus in se tam razcepita v ožje sekundarne bronhe, imenovane lobarni bronhi. Ti se naprej razdelijo na terciarne bronhe. Ti segmentni bronhi, ki merijo v premeru 1-6 mm, se lahko naprej razdelijo na bronhe 4., 5. in tudi 6. reda, lahko pa so združeni skupaj kot subsegmentni bronhi.
Pri človeku se dihalne poti razdelijo na 23 manjših bronhov, medtem ko najdemo pri miših 13 takšnih bronhov.
Končni deli poti v dihalih so alveoli. Zrak, ki pride do njih, tudi izstopi po isti poti. Ustvari se mrtvi prostor s približno 150 mL zraka pri odraslem človeku, ki napolni dihalne poti po izdihu tistega iz okolja ven. Ob vdihu se ta zrak pomakne v alveole in se nikdar ne meša z zrakom iz okolja, ki ob vdihu napolni dihalne poti.

### Dihalni volumni
Med dihalnim ciklom se pljuča širijo in krčijo, s čimer zrak prehaja v in iz njih. Prostornino zraka, ki se med mirovanjem v normalnih pogojih izmenja med ciklom (volumen približno 500 mL) in prostornino zraka med maksimalnim forsiranim vdihom in maksimalnim forsiranim izdihom lahko izmerimo s spirometrijo. Izmerjene volumne se prikaže na spirogramu.
Med maksimalnim forsiranim izdihom človek ne more izdihniti vsega zraka iz pljuč. V njih ostane približno 1-1,5 litra rezidualnega volumna zraka, ki ga ni mogoče izmeriti s spirometrijo. Prav tako s to metodo ni mogoče izmeriti funkcionalne rezidualne kapacitete, ki znaša 2,5-3 litre, in celotne prostornine pljuč, ki znaša približno 6 litrov. Za merjenje teh prostornin so potrebne posebne tehnike.
Nekatere vrednosti je potrebno tudi izračunati, kar prikazuje spodnja tabela. Respiratorno frekvenco predstavlja število dihalni ciklov na minuto.
| Meritev                      | Formula za izračun                                        | Opis                                                                                |
| ---------------------------- | --------------------------------------------------------- | ----------------------------------------------------------------------------------- |
| Minutna ventilacija          | dihalni volumen * respiratorna frekvenca                  | Celotna prostornina zraka, ki se izmenja skozi nos ali usta v minuti.               |
| Alveolarna ventilacija       | dihalni volumen mrtvega prostora * respiratorna frekvenca | Celotna prostornina zraka, ki se izmenja v alveolih v minuti.                       |
| Ventilacija mrtvega prostora | mrtvi prostor * respiratorna frekvenca                    | Prostornina zraka, ki ne doseže alveolov, vendar ostane v dihalnih poteh, v minuti. |

### Mehanika dihanja
Pri sesalcih je dihanje v mirovanju predvsem posledica krčenja diafragme oziroma trebušne prepone. Gre za mišico, ki ločuje prsno in trebušno votlino. Med vdihom se pomakne navzdol, s čimer poveča prostornino prsne votline. Ob tem potisne trebušne organe navzdol. Ker medenično dno na spodnji strani preprečuje pomikanje najnižje ležečih organov še bolj navzdol, se trebuh izboči navzven na sprednji in stranskih straneh, saj sproščene trebušne mišice ne ovirajo tega giba. To pasivno gibanje trebuha med vdihom in izdihom med normalnim dihanjem včasih imenujemo trebušno dihanje, čeprav gre dejansko za diafragmatično dihanje, ki ni vidno na zunanji strani telesa. Sesalci aktivno uporabijo le trebušne mišice samo v primeru močnega izdiha, nikoli pa tudi med vdihom.
Med kontrakcijo diafragme se prostor, ki ga omejujejo rebra, poveča, saj ga dodatno omejijo nižje ležeča rebra, ki jih medrebrne mišice potegnejo navzgor. Vsa rebra se nagnejo navzdol od zadaj naprej. Podobno velja tudi za najnižje ležeča rebra, ki se nagnejo navzdol od sredine navzven. Na tak način se prečni premer prostora, ki ga omejujejo rebra, poveča na enak način, kot se poveča anteroposteriorni premer (od spredaj nazaj) tega istega prostora.